# Olof Grentzelius
Olof Grentzelius, född 1712, död 1788 var kyrkoherde och prost i Västerviks församling, Västervik, Kalmar län . 
Han föddes som Olof Jönsson, son till lotsen Jöns Nilsson och Karin Olofsdotter på ön Gränsö i Jonsbergs socken, nuvarande Norrköpings kommun. Namnet Grentzelius togs efter födelseön (som då kallades Grentzö).  
Efter studier på grund- och gymnasienivå i Norrköping och Linköping gick Olof vidare och studerade vid Uppsala universitet där han skrevs in i Östgöta nation. I Uppsala blev han fil. kand 1742 och fil. doktor 1743 .  1743 var Grentzelius präst i armén. 1745 blev han utsedd till kyrkoherde i Västervik, där han stannade till sin död 1788 .  
I en analys av Grentzelius’ memoarer menar Hans Cnattingus att Olof ”1743 och 1744 uppträdde som en för personlig fromhet nitälskande präst, som kunde än väcka anstöt och bli motsagd, än vinna gehör och uppskattning” . Det framgår också i memoarerna att Grentzelius hade kontakt med flera framstående präster under denna tid, bland annat Erik Benzelius och Andreas Rhyzelius. Men Grentzelius verkar också ha behållit kopplingen till födelseön, då han ibland åkte tillbaka till Gränsö, där han bland annat drar not och fiskar. 